# 小木曽定彰
小木曽 定彰（おぎそ さだあき、1913年（大正2年）6月1日 - 1981年（昭和56年）5月24日）は、日本の建築家、建築学者。計画原論がある時期から音、光、熱、空気、色などに専門分化していく過程において、最初の専門学者にあげられる。
日照や照明の分野から着手した研究はその後居住環境全般に及び、今日の建築環境工学の基礎となる。また、東京大学や東京理科大学、日本大学などで教鞭を執り、人材育成にも貢献した。

## 略歴と人物
1913年、東京府生まれ。父は松山市出身の松平定振で、のち小木曽達三の養子となった。1940年、東京帝国大学工学部建築学科を卒業し、同大学院に進む。
1942年から立て続けに照明学会雑誌上で発表した昼光光源に関する多数の研究は「心理の探究」だったとしており、これは求道者としての姿をよく示すもので、理学的に見ても価値が高い研究となっている。
1947年、東京大学助教授となる。1963年から1965年にかけ、日本建築学会環境工学委員会の初代委員長を務めた。
「昼光光源並びに採光計算に関する一連の研究」により、1955年度の日本建築学会賞を受賞した。
1956年、「昼光光源並びに昼光照明における二次元解法に関する研究」で東京大学工学博士。1963年、東京大学教授へ昇任した。
1967年、東京大学を退官し、東京理科大学教授へ転任する。1972年、日本大学生産工学部教授。東京都太陽シビルミニマム専門委員（1973年まで）。
1973年、東京都日照調整委員会委員（1979年まで）。
1971年の建築学会論文集に「平均環境の理論」を掲載。これは全篇数理的解析に終始している。自身の論文「太陽幅射、特に地球大気圏外における法線面照度に関する研究」は、たった―つの真理を解明手段の限りを追い求めた。また視野が広く実際、モデュールだろうと、空調設備だろうと、一夜づけで理論をつくれば、次の日にはそれはもう「小木曽の理論」たりえたといわしめた。計画原論が環境工学と名称変更した後にできた環境工学委員会では、初代の委員長をつとめた。計画から構造にいたる大勢の学者を集めて、建築物の性能評価グループを組織し、雑誌『新建築』に連載記事を担当したこともある。
囲碁の段位は六段であった。また、大学管理職などにわずらわされることがなかったという。

## 著作
- 『建築衛生計画』彰国社1951
- 『照明と色彩の考え方』彰国社、1958
- 『都市の中の日照』コロナ社、1972
- 『住まいと都市の環境論』新建築社、1979 (初出「居住環境計画論」1-40『新建築』1975.11-1979.6)